# Stade Lavallois
Stade Lavallois Mayenne Football Club, bildad 1902, är en fotbollsklubb från Laval i Frankrike.
Laval vann franska Liga Cupen två gånger under 1980-talet, 1982 och 1984. Sedan 2019 är Olivier Frapolli tränare och är kontrakterad till och med 2024.

## Kända spelare
Se också Spelare i Laval
- Frank Leboeuf
- François Omam-Biyik